# Idioma protogriego
El protogriego, también denominado proto-helénico (Πρωτοελληνική, προϊστορική κοινή o προδιαλεκτική en Griego moderno), era la protolengua indoeuropea que se asume que fue el último antepasado común de todas las variedades del griego, incluyendo el griego micénico, los dialectos del griego antiguo (dórico, eólico, jónico-ático, macedonio antiguo y arcadio-chipriota) y, por consiguiente, del koiné, bizantino y moderno.
Los hablantes de proto-griego habrían entrado en lo que actualmente es Grecia entre el 2200 y el 1900 a. C., dándose posteriormente una diversificación dialectal entre un grupo meridional y un grupo septentrional hacia el 1700 a. C.
La unidad del protogriego habría acabado cuando migrantes helénicos, hablantes del predecesor de la lengua micénica, entraron en la península griega en algún momento de la Edad de Bronce.

## Descripción lingüística

### Fonología
El proto-helénico reconstruido a partir del método comparativo constaría de los siguientes fonemas:
Consonantes
|           | Labial | Alveolar | Palatal | Velar  | Labiovelar | Glotal |
| --------- | ------ | -------- | ------- | ------ | ---------- | ------ |
| Nasal     | m      | n        | ɲ       |        |            |        |
| Oclusiva  | p b pʰ | t d tʰ   | ť ď     | k g kʰ | kʷ gʷ kʷʰ  |        |
| Africada  |        | ts dz    | ts dz   |        |            |        |
| Fricativa |        | s        |         |        |            | h      |
| Líquida   |        | l r      | ľ ř     |        |            |        |
| Semivocal |        |          | j       |        | w          |        |

Vocales
|         | Anterior | Central | Posterior |
| ------- | -------- | ------- | --------- |
| Cerrada | i ī      |         | u ū       |
| Media   | e ē      | ə       | o ō       |
| Abierta |          | a ā     |           |

- Los diptongos son ai ei oi ui, au eu ou, āi ēi ōi y, posiblemente, āu ēu ōu; todos son alofónicos con la combinación de vocal y semivocal.
- Sólo una vocal es tónica y lleva un acento tonal (equivalente al acento agudo del griego ático).